# Герштейн, Фёдор Моисеевич
Фёдор Моисеевич Герштейн (Фро́им Мо́шко-Шму́левич (Фроим Мойшевич) Герште́йн; псевдоним — Ф. Гер; 25 августа 1878, Шарки, Васильковский уезд, Киевская губерния — не ранее 1912) — российский журналист и переводчик.

## Биография
Брат хирурга Григория Моисеевича Герштейна. Учился в 4-й Киевской гимназии, экстерном сдал экзамены за шесть классов гимназии в Прилуках Полтавской губернии. Служил вольноопределяющимся в Тираспольском полку, дислоцированном в Киеве. Из-за конфликта с полковым начальством и возникшей угрозы суда уехал за границу. Жил во Франции и Швейцарии шесть лет.
В 1908—1912 годах — в Петербурге. Входил в круг эмигрантов-социал-демократов вместе с Г. В. Плехановым, В. Черновым, И. В. Шкловским, Л. Э. Шишко и другими. Печатался в «Русском богатстве», Образ-нии, Слове, «Биржевых ведомостях», «Неделе современного слова» и других изданиях.

## Семья
Племянник — Л. Я. Герштейн, член ЦК партии эсеров.

## Избранное (переводы)
- М. Прево (1908)
- Г. Геблард. История кооперативного движения в Финляндии (1911)